# Herman-Joseph Smets
Herman-Joseph Smets OCR (* 29. März 1875 in Antwerpen; † 4. Januar 1943 in Rom) war ein belgischer römisch-katholischer Geistlicher, Trappist, Abt und Generalabt.

## Leben und Werk
Jozef Petrus Karel Smets wurde als drittes von acht Kindern einer Antwerpener Oberschichtfamilie geboren. Er besuchte das Gymnasium der Jesuiten in Antwerpen. 1893 trat er in die ihm seit langem vertraute Trappistenabtei Westmalle ein und nahm den Ordensnamen Herman-Joseph an (nach dem damals seligen, heute heiligen Hermann Joseph von Steinfeld). 1898 legte er die Feierliche Profess ab. 1899 wurde er zum Priester geweiht, 1907 in den Generalrat des Ordens in Rom gewählt. Von 1911 bis 1929 war er (in der Amtszeit des Erzbischofs Désiré-Joseph Mercier) Abt von Westmalle, dann (als Nachfolger von Jean-Baptiste Ollitrault de Kéryvallan) bis zu seinem Tod der vierte Generalabt des Zisterzienserordens der Strengeren Observanz (Trappisten) und Abt von Kloster Cîteaux. 1934 initiierte er die Ordenszeitschrift Collectanea Cisterciensia (ursprünglich: Collectanea Ordinis Cisterciensium Reformatorum). Sein Grab ist im Kloster Tre Fontane in Rom.

## Werke
- Introduction à la vie de la Trappe. Communication privée, Rom, 1942.